# Топаз (Каліфорнія)
Топаз (англ. Topaz) — переписна місцевість (CDP) в США, в окрузі Моно штату Каліфорнія. Населення — 150 осіб (2020).

## Географія
Топаз розташований за координатами 38°39′9″ пн. ш. 119°30′58″ зх. д. / 38.65250° пн. ш. 119.51611° зх. д. (38.652543, -119.516054).  За даними Бюро перепису населення США в 2010 році переписна місцевість мала площу 11,31 км², з яких 7,95 км² — суходіл та 3,36 км² — водойми.

## Демографія
Згідно з переписом 2010 року, у переписній місцевості мешкало 50 осіб у 21 домогосподарстві у складі 13 родин. Густота населення становила 4 особи/км².  Було 42 помешкання (4/км²).
Расовий склад населення:
| - 88,0 % — білих - 2,0 % — корінних американців - 10,0 % — осіб інших рас |

До двох чи більше рас належало 0,0 %. Частка іспаномовних становила 48,0 % від усіх жителів.
За віковим діапазоном населення розподілялося таким чином: 22,0 % — особи молодші 18 років, 50,0 % — особи у віці 18—64 років, 28,0 % — особи у віці 65 років та старші. Медіана віку мешканця становила 45,7 року. На 100 осіб жіночої статі у переписній місцевості припадало 78,6 чоловіків;  на 100 жінок у віці від 18 років та старших — 69,6 чоловіків також старших 18 років.
Цивільне працевлаштоване населення становило 67 осіб. Основні галузі зайнятості: освіта, охорона здоров'я та соціальна допомога — 62,7 %, науковці, спеціалісти, менеджери — 20,9 %, сільське господарство, лісництво, риболовля — 16,4 %.